# Grillen

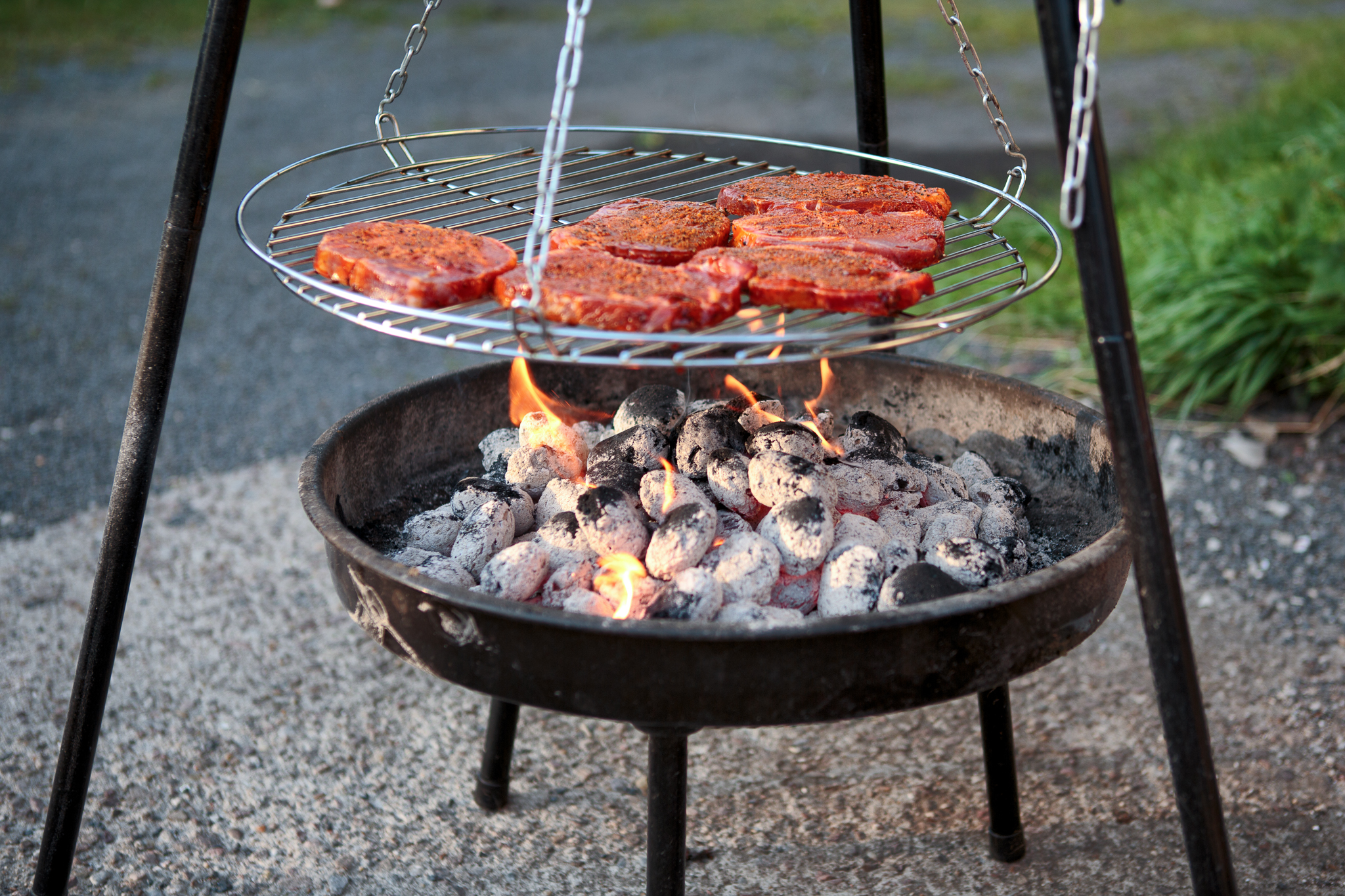
Gewürztes Schweinefleisch auf einem Schwenkgrill

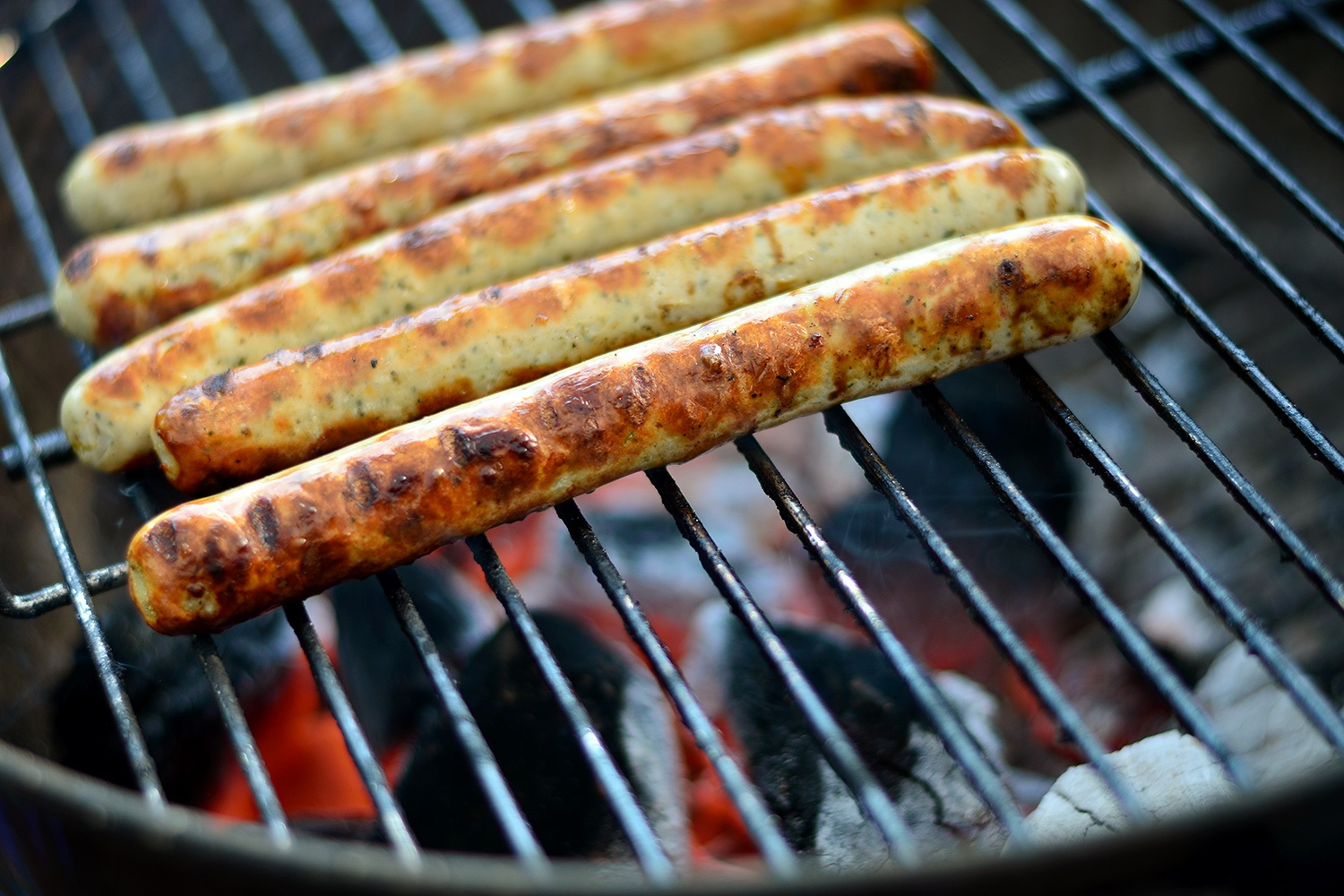
Grillen von Rostbratwürsten auf glühender Holzkohle

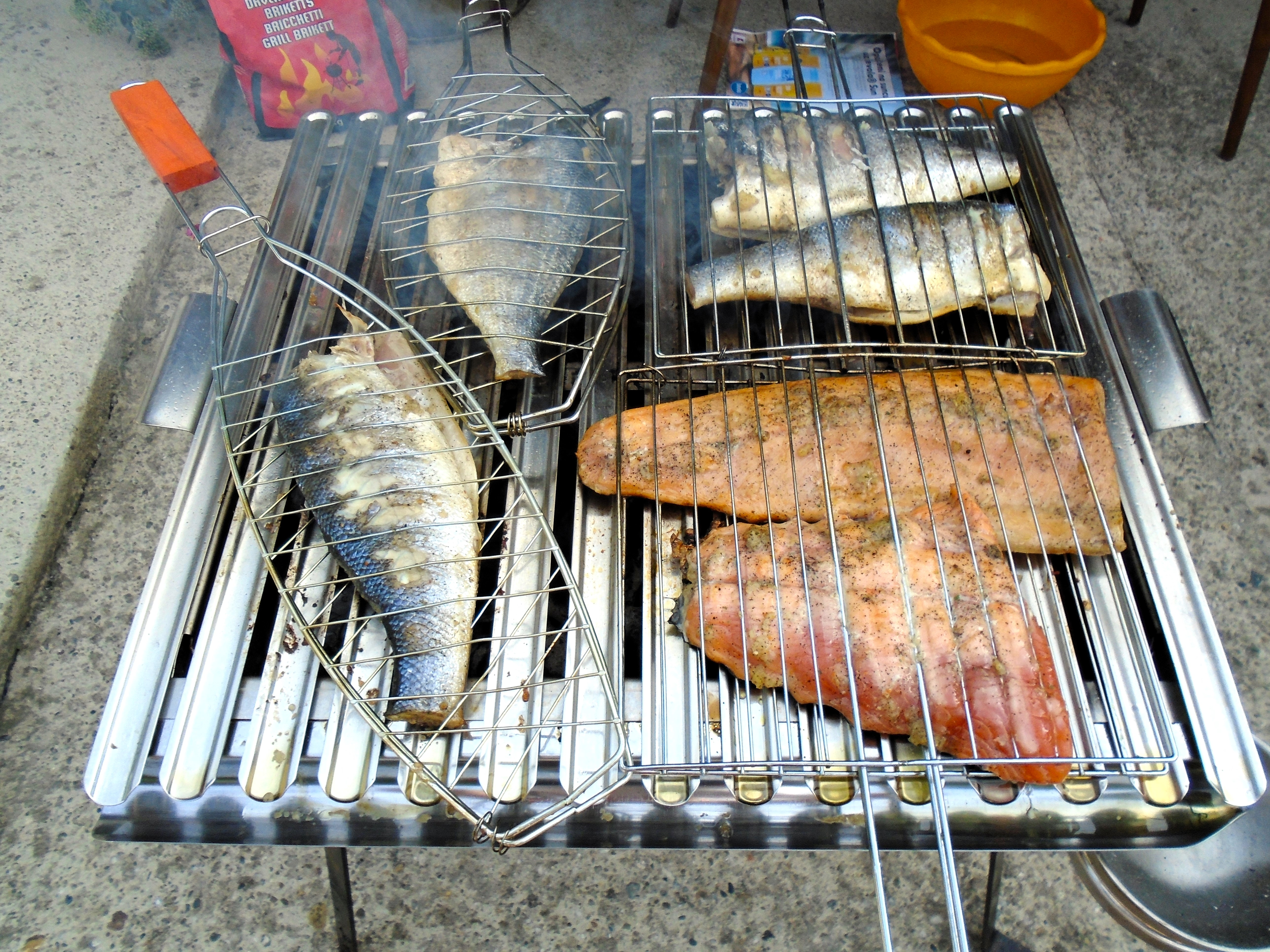
Grillen verschiedener Fischsorten (Lachs, Goldbrasse, Seebarsch)

Grillen oder Grillieren (Verb, ins Deutsche übertragen von englisch to grill und französisch griller, abgeleitet von lateinisch craticulum für „Flechtwerk, kleiner Rost“) ist das Braten in Wärmestrahlung.

## Allgemeines
Grillen beziehungsweise das Braten über dem offenen Feuer ist eine ursprüngliche Methode des Garens von Lebensmitteln – sie verlangt nur die Beherrschung des Feuers und benötigt kein Kochgeschirr. Grillen ist eine der weltweit beliebtesten sozialen Freizeitbeschäftigungen. Gegrillt wird in Privatgärten, auf Balkonen sowie auf öffentlichen oder vereinseigenen Grillplätzen, mit oder ohne Grillgerät oder einfachem Grillrost. Grillgeräte gibt es in sehr unterschiedlichen Ausführungen, von leicht transportierbaren Geräten (zum Beispiel Koffergrill oder Einweggrill) über Kugelgrills und Schwenkgrills bis hin zu fest installierten Grillvorrichtungen. Zudem unterscheidet man nach der vorgesehenen Energiequelle zwischen Holzkohlegrill, Elektrogrill und Gasgrill. Grillgeräte und Holzkohle können in Deutschland nach DIN EN 1860 genormt werden. Eines der gängigsten Zeichen auf dem Markt ist das DIN-Geprüft oder DINplus.
Beim Grillen wird das Gargut im Wesentlichen durch Wärmestrahlung gegart und an der Oberfläche geröstet. Dazu wird es entweder mithilfe eines Fleischspießes oder auf einem Grillrost über, neben oder unter einer strahlenden Wärmequelle gehalten. Als Hitzequelle dienen Holzfeuer oder Holzglut, Gas, durch Gas erhitzte Steine oder elektrische Heizschleifen. Die beim Grillen entstehenden Röststoffe (siehe Maillard-Reaktion) führen zum typischen Geschmack des Gargutes. Anders als oft behauptet wird, entstehen beim Grillen mit hochwertiger Holzkohle keine zusätzlichen Aromastoffe, beim Grillen mit Holz hingegen schon. In der stationären und mobilen Gastronomie westlicher Länder werden wegen der besseren Steuerbarkeit der Hitze fast ausschließlich elektrische oder gasbetriebene Grills verwendet. Kontaktgrills, die in der Gastronomie ebenfalls verbreitet sind, sind keine Grills im eigentlichen Sinne, sondern Gargeräte, die primär mit Wärmeleitung arbeiten.
Die in der Europäischen Union verwendete Holzkohle wird zu ca. 70 % importiert, wobei zur Herstellung der importierten Holzkohle oftmals afrikanisches Tropenholz verwendet wird, da die ansonsten strengen Auflagen für den Import von Tropenholz für Holzkohle nicht gelten. Aufgrund der negativen Auswirkungen der Herstellung von Holzkohle auf den Tropenholzbestand in den Herstellerländern wird die Nutzung von Holzkohle aus Gründen des Umweltschutzes kritisch beurteilt.

## Geschichte
Die Geschichte des Grillens wird von Archäologen anhand von Fleischresten in der Holzkohle an Feuerstellen untersucht. Die Funde belegen, dass Fleisch bereits vor 500.000 Jahren über Feuer zubereitet wurde. Vorteile der Zubereitungsart waren die Verbesserung der Haltbarkeit, des Geschmacks und der Textur der Lebensmittel. In der weiteren Zeit entwickelten die Länder und Kulturen unterschiedliche Techniken. In China und Frankreich wurden heiße Steine eingesetzt. Im antiken Griechenland waren Fleischspieße beliebt, die über einem transportablen  Grill, dem „Foculus“, erwärmt wurden. Auch in Argentinien bereiteten die Menschen Fleisch auf Spießen zu, bekannt unter dem Namen „Asado“. In Afrika erfolgte das Grillen über offener Flamme. Lange Zeit konnten sich nur die Reichen Fleisch leisten. Erst in der modernen Zeit konnte eine immer breitere Bevölkerung dem Hobby nachgehen. Viele Erfindungen halfen bei der Verbreitung. Im Jahr 1450 wurde die Thüringer Rost-Bratwurst entwickelt, 1951 erfand George Stephen den Kugelgrill. Zur weiteren Popularität trugen Grillpartys, Grillwettbewerbe und Grillvereine bei.

## Arten des Grillens

### Direktes Grillen

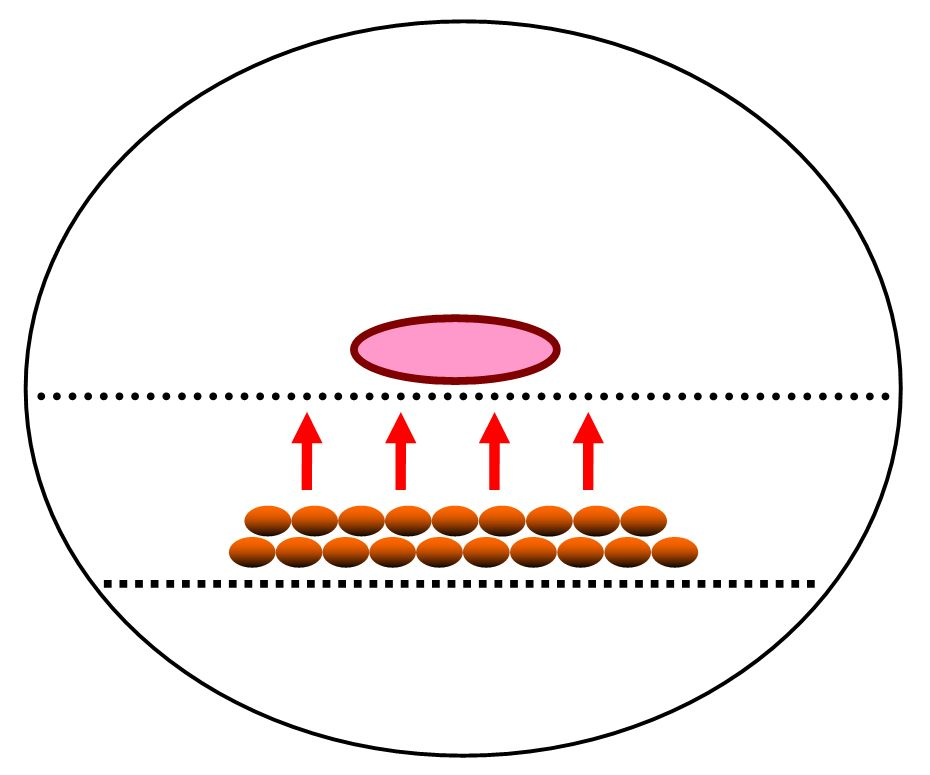
Schematische Darstellung des direkten Grillens

Beim direkten Grillen wird das Grillgut über der Hitzequelle platziert. Die hohen Temperaturen (bis zu 260 °C) an der Oberfläche führen zur Bildung einer Kruste. Bei richtigem Grillen bleibt der größte Teil des Saftes im Gargut erhalten. Zur Verhinderung des Austrocknens an den Oberflächen des Grillgutes kann dieses mit Fett (zum Beispiel Speiseöl) oder mit einer Marinade bestrichen werden. Dadurch werden im Bereich der Oberfläche des Gargutes höhere Temperaturen erreicht, allerdings werden durch den Einsatz von Fett gesundheitsschädliche Stoffe produziert, sofern diese bei Kontakt mit der Hitzequelle verrauchen und nicht abgeleitet werden.
Eine besondere Art des direkten Grillens stellt das Sizzeling dar. Hierbei wird ein Fleischstück kurz (weniger als eine Minute pro Seite) über extremer Hitze sehr heiß angegrillt, um danach bei moderater Hitze fertig gegart zu werden. Besonders einige moderne Gasgrill-Stationen haben speziell für diese Zubereitungsart eine extra Brennerzone, in der ein Keramikbrenner verbaut ist, der Temperaturen von mehr als 800 Grad Celsius erreicht. Der Vorteil des Sizzelings ist das schnelle Entstehen von Röstaromen an der Oberfläche ohne das eigentliche Garen im Inneren des Fleischstückes.

### Indirektes Grillen

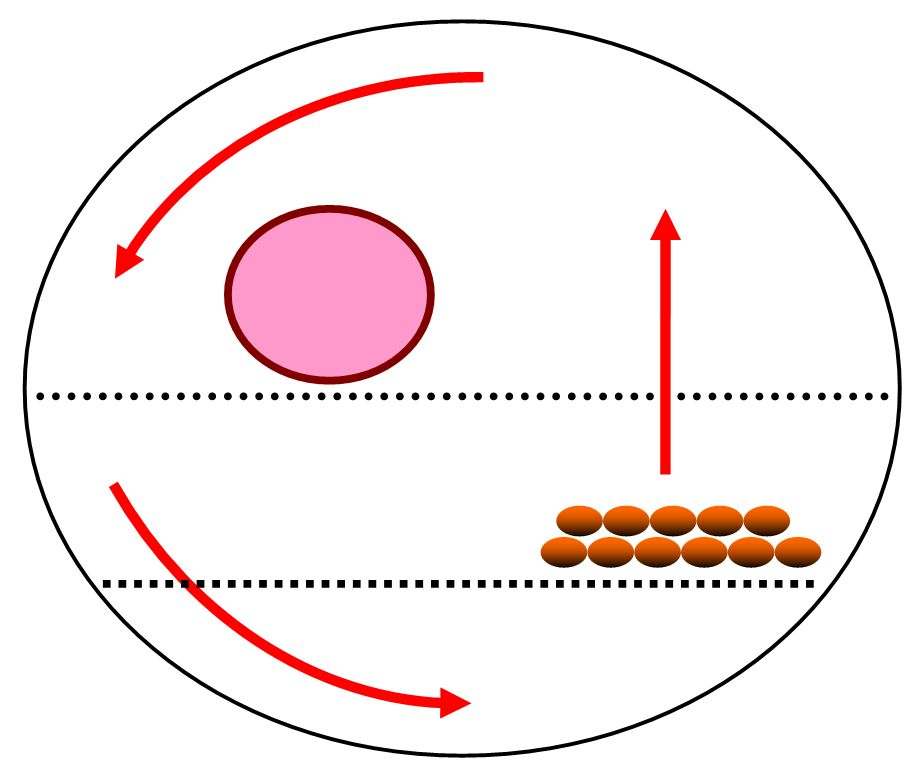
Schematische Darstellung des indirekten Grillens

Beim indirekten Grillen wird das Grillgut bei mittlerer bis hoher Temperatur (ca. 130 bis 220 °C) in einem geschlossenen Grill (oft ein Kugelgrill) gegart. Das Grillgut befindet sich dabei entweder neben der Hitzequelle oder seitlich versetzt oberhalb der Hitzequelle. Die Hitze erreicht das Grillgut daher nicht direkt. Sie wird vielmehr an der Innenseite des Grills reflektiert. Die heiße Luft umströmt das Gargut gleichmäßig. Der Garprozess ist mit dem in einem Heißluft- oder Umluftofen vergleichbar. Unterhalb des Grillgutes kann eine Schale platziert werden, die herabtropfendes Fett, Fleischsaft oder herunterlaufende Marinade auffängt, die die Zubereitung einer Soße mittels Zugabe von Flüssigkeit (Wasser, Bier, Wein), Wurzelgemüsen und Gewürzen erlaubt.
Beim indirekten Grillen kann auch voluminöseres Gargut gleichmäßig gegart werden, weil dabei die Hitze ausreichend Zeit hat, in dessen Inneres vorzudringen, ohne dessen äußere Schicht zu verbrennen. Außerdem bleibt der Bratensaft erhalten und das Wenden des Gargutes entfällt. Der Nachteil besteht in einer längeren Zubereitungszeit, welche sich durch die Größe des Grillgutes ergibt. Durch Zugabe von Holzstücken zur Grillkohle kann der Geschmack beeinflusst werden.
Speziell beim indirekten Grillen ist es verbreitet, Fleisch vor dem Grillen längere Zeit in einer Marinade einzulegen, um Aromen die Möglichkeit zu geben, tief in das Fleisch einzudringen. Weiterhin können Fleischstücke, die generell durchgegart werden (wie Schweinefleisch oder Geflügel), vor dem Würzen in eine Salzlake („Brine“) eingelegt werden. Dem Fleisch wird dadurch eine gewisse Menge an Feuchtigkeit entzogen, die das Grillgut mürber machen soll (siehe Nasspökeln).

### Plankengrillen

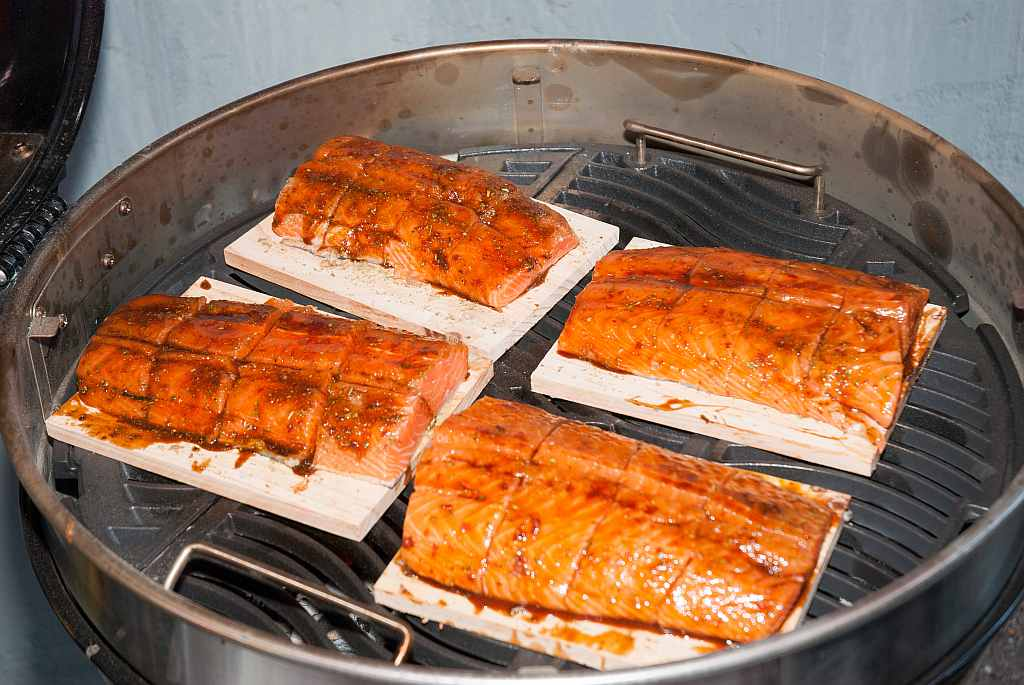
Lachs auf Zedernholzplanke im Kugelgrill

Eine besondere Form des indirekten Grillens stellt das Plankengrillen dar. Hierfür wird ein Holzbrett für mehrere Stunden gewässert und dann mit einem Tuch nur oberflächlich abgetrocknet. Das Brett wird auf einer Seite eingeölt und mit der geölten Seite nach oben in einem Kugelgrill über der Glut, in einem Gasgrill über der Flamme platziert. Nach Schließen des Deckels fängt das Brett nach ungefähr fünf bis zehn Minuten auf der Unterseite an zu glühen und zu rauchen. Jetzt wird das Grillgut auf die geölte Seite der Planke gelegt und das Brett auf die indirekte Seite des Grills geschoben. Dort glüht und raucht das Brett langsam auf der Unterseite weiter, und das Grillgut wird indirekt im heißen Rauch gegart. Diese Zubereitungsart eignet sich besonders für Fisch.

## Barbecue (BBQ)
In einem Barbecue-Smoker wird das Grillgut bei Niedrigtemperatur (90 bis maximal 130 °C) in heißem Rauch gegart. Obwohl dieses Verfahren sich stark vom Grillen unterscheidet, werden die Wörter Barbecue und Grillen oft synonym verwendet. Klassische Barbecue-Smoker haben einen Behälter für das Brennmaterial (Holz, Holzkohle oder Pellets) und daran angeschlossen eine Garkammer für das Gargut.

## Grillanzünder
Holz, Holzkohle oder Briketts aus Holzkohle und Braunkohle sind Brennstoffe, die nicht leicht entzündlich sind. Sie müssen daher für eine saubere Verbrennung über einen längeren Zeitraum stark erhitzt werden. Außerdem ist eine gute Luftzufuhr erforderlich, da der Verbrennungsprozess Sauerstoff benötigt. Für eine gleichmäßige Glut und die Verminderung von Rauch sollten die Brennstoffe trocken gelagert werden. Es gibt unterschiedliche Hilfsmittel und Vorgehensweisen des Anfeuerns. Grillanzünder werden in Deutschland nach DIN EN 1860-3 zertifiziert und sind mit dem DIN-Geprüft gekennzeichnet. Dies ist nur gültig mit einer Register-Nummer und wird von dem Dienstleistungsunternehmen DIN CERTCO vergeben.

### Anzündkamin
Der Anzündkamin ermöglicht durch den Kamineffekt das einfache, zuverlässige und relativ schnelle Entzünden des Brennstoffs.

### Elektrische Grillanzünder

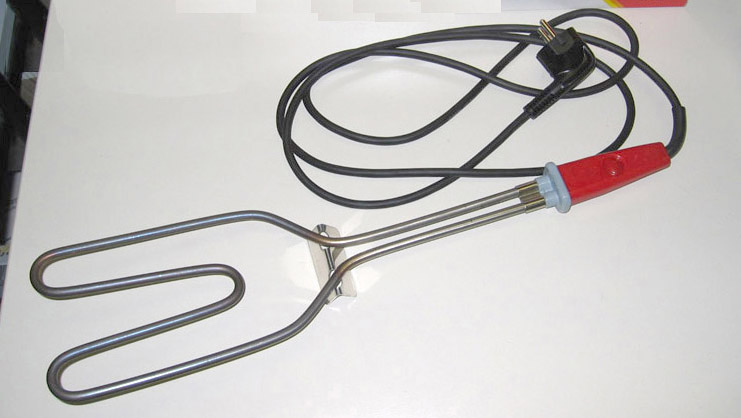
Ein elektrischer Grillanzünder erzeugt innerhalb kurzer Zeit eine gleichmäßige Glut.

Elektrische Grillanzünder bestehen aus einer Heizschlange, die unter den Brennstoff gelegt wird und diesen entzündet. Sie sind emissionsfrei und beeinträchtigen nicht den Geschmack des Grillguts. Ihr Nachteil besteht lediglich in der Abhängigkeit von einer Stromquelle.

### Chemische Grillanzünder

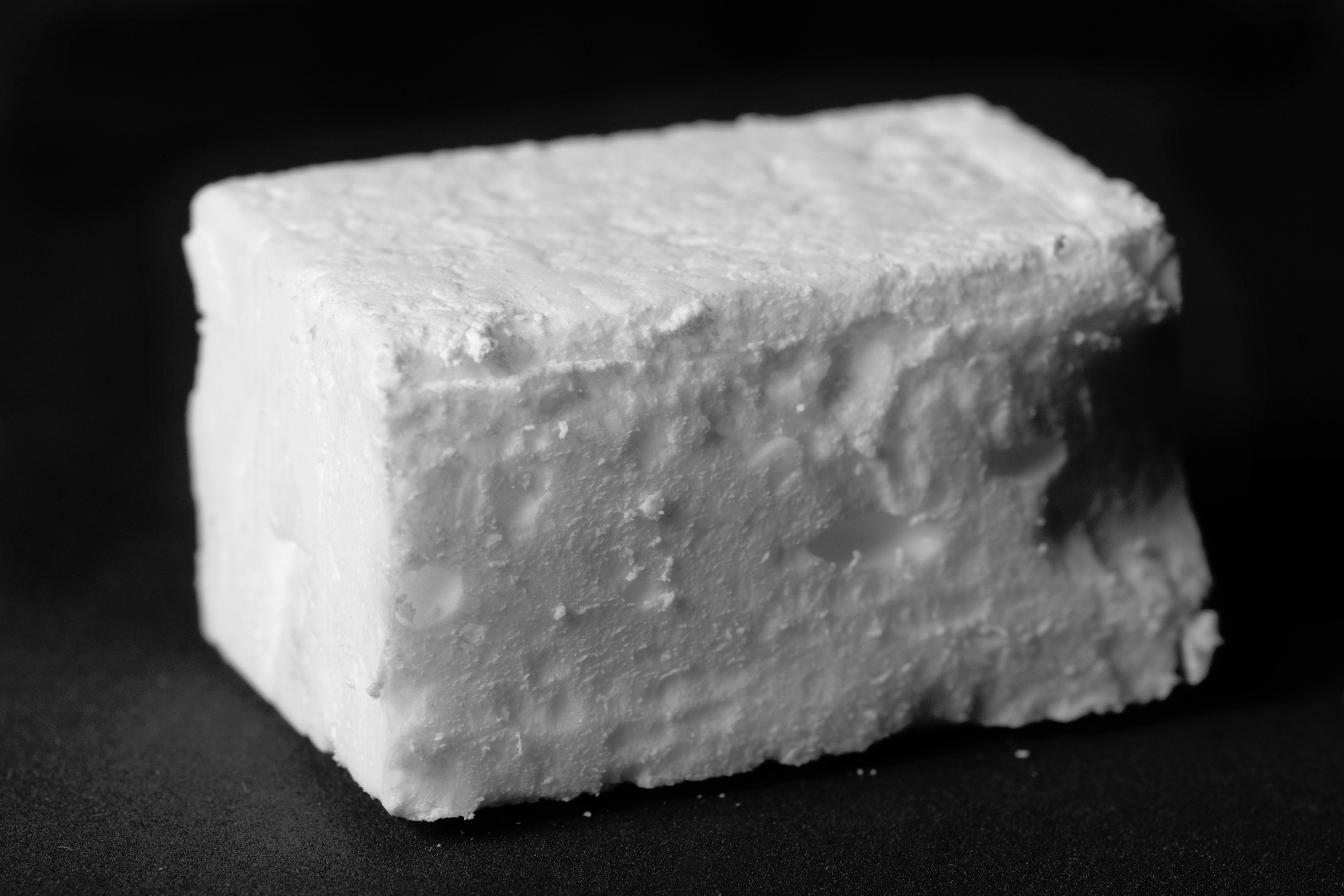
Chemischer Grillanzünder auf Petroleumbasis

Chemische Grillanzünder sind leicht entzündlich und brennen lange genug, um den eigentlichen Brennstoff anzuzünden. Sie sind vor dem Entzünden des Grills aufzubringen. Es gibt sie in flüssiger Form zum Tränken des Brennstoffs, in gelartiger, dickflüssiger Form – in der Regel aus Kerosin, Petroleum oder N-Paraffin – sowie in fester Form, zum Beispiel aus gewachster Holzwolle oder Holzfasern. Chemische Grillanzünder werden zweckmäßig leicht erhöht platziert, anschließend mit locker geschichtetem Brennstoff umgeben und dann entzündet. Damit kann das unterstützende Feuerentfachen, zum Beispiel mit einem Blasebalg, fast immer entfallen. Chemische Grillanzünder können den Geschmack des Grillguts beeinträchtigen. Darum sollte dieses erst aufgelegt werden, wenn die Anzünder vollständig abgebrannt sind.

### Heißluftgebläse oder Lötlampe
Mit einem Heißluftgebläse oder einer Lötlampe lässt sich der Brennstoff gleichmäßig und sehr schnell entzünden.

## Internationale Formen des Grillens

### Deutschland
Grillen ist eine der beliebtesten Freizeitaktivitäten in Deutschland und wird besonders in der warmen Jahreszeit ausgiebig genutzt. Gegrillt werden kann in Deutschland auf einem Privatgrundstück, im Kleingarten, auf einer öffentlichen, extra ausgewiesenen Grillwiese, auf dem Campingplatz oder in freier Natur unter Beachtung gesetzlicher Auflagen.
Es werden verschiedene Arten von Grillgerät genutzt, vom Holzkohlegrill, mobilen Grill, Elektrogrill, Gasgrill bis hin zu großen Grillstationen. Besonders beliebt ist der tragbare Kugelgrill, der zum Camping oder bei Ausflügen mitgenommen werden kann.
Die meisten Deutschen grillen klassische Fleischsorten wie Bratwurst, Steak oder Fleischspieße. Häufig kommt auch eine Grillschale, Alufolie oder eine wiederverwendbare Edelstahlschale auf dem Grillrost zum Einsatz.
Bei Bratwürsten gibt es in Deutschland eine sehr große Vielfalt an Wurstspezialitäten mit geschützter geographischer Herkunft – häufig aus Schweine- oder Rindfleisch – wie etwa Nürnberger Bratwurst, Thüringer Rostbratwurst oder Pfälzer Bratwurst. Doch auch Steaks wie etwa Rumpsteak, Rib-Eye-Steak und T-Bone-Steak werden gerne gegrillt. Für Spieße wird häufig Geflügel, also Hähnchen oder Pute verwendet.
Mit der stetig wachsenden Zunahme an vegetarischen und veganen Speiseangeboten gibt es auch viele weitere Lebensmittel, die an Stelle von Fleisch auf deutschen Grills landen. Es gibt immer mehr Grillgerichte mit Käse oder Tofu. Gemüse, Fisch und Meeresfrüchte werden gegrillt. Maiskolben, Champignons, Zucchini, Aubergine und Paprika sind außerdem beliebte Gemüsesorten für den Grill.

### Großbritannien, Irland und Commonwealth
In Großbritannien, Irland und dem Commonwealth of Nations beschreibt der Begriff grillen (grilling) üblicherweise das Garen unter einer Quelle direkter, trockener Hitze. Der Grill ist dabei ein eigener Teil eines Ofens, in dem die Speisen direkt unter dem Grill-Element eingeführt werden können. In Nordamerika wird diese Praxis Broiling genannt. In Australien versteht man unter dem Begriff das Garen unter einer direkten Hitzeeinwirkung von oben, wobei hier manchmal auch die Hitze von unterhalb des Gargutes kommen kann.
Beim Grillen in elektrischen Öfen wird das Gargut direkt unterhalb der oberen Heizstäbe platziert, und die unteren Heizelemente werden abgeschaltet. Die Ofentür wird leicht geöffnet. Diese Form des Grillens verursacht oftmals eine starke Rauchentwicklung. Sowohl Gas- als auch Elektroöfen besitzen zum Teil eigene Kompartimente, die für das Grillen gedacht sind.

### Schweden
Die Schweden grillen üblicherweise direkt über glühenden Kohlen. Dabei verwenden sie als Fleisch vorwiegend mariniertes Schweinefleisch. Es ist auch üblich, Fleisch- und Gemüsestücke gemeinsam am Spieß zu grillen, was Grillspett genannt wird.

### Spanien
In Spanien grillt man traditionell „a la Plancha“. Die Plancha ist eine meist gusseiserne Grillplatte, die mit Gas oder elektrisch beheizt wird. Das Grillen mit der Plancha zählt zu den indirekten Grillmethoden.

### Asien
Yakitori ist die japanische Variante gegrillter Fisch-, Fleisch- und Gemüsespießchen. In japanischen Städten findet man oftmals Streetfood-Stände und Restaurants, die über einen Kohlegrill verfügen und gegrillte Hühnerspieße anbieten. Yakiniku ist eine weitere Variante des Grillens, wobei Fleisch und Gemüsestücke direkt über einem kleinen Kohle- oder Gasgrill bei hohen Temperaturen gegart werden; eine Methode, die sich über Japan und weite Teile Asiens verbreitet hat. Eine weitere Grillspezialität findet man in Malaysia, Singapur, Indonesien und Thailand mit dem Satay. Dabei handelt es sich um mariniertes Fleisch auf einem Bambusspieß, das über einem Kohlegrill gegart wird und mit Erdnusssoße serviert wird. In den Philippinen gibt es das „Lechon“, ein Spanferkel, das mit verschiedenen Kräutern gefüllt und einer Marinade bestrichen wird. In Korea ist Bulgogi beliebt. Dabei wird dünn geschnittenes Rindfleisch mariniert und an speziellen Tischen gegrillt, in denen ein Holzkohlegrill in der Mitte eingelassen ist, um den die Esser sitzen; moderne Varianten nutzen Gasflammen oder Strom. Das gegarte Fleisch wird dann mit (meist scharfen) Saucen und anderen Zutaten wie Knoblauch, Paprika, Peperoni, Zwiebeln etc. in ein Salat- oder Sesamblatt geschlagen und gegessen.

### Vereinigte Staaten von Amerika

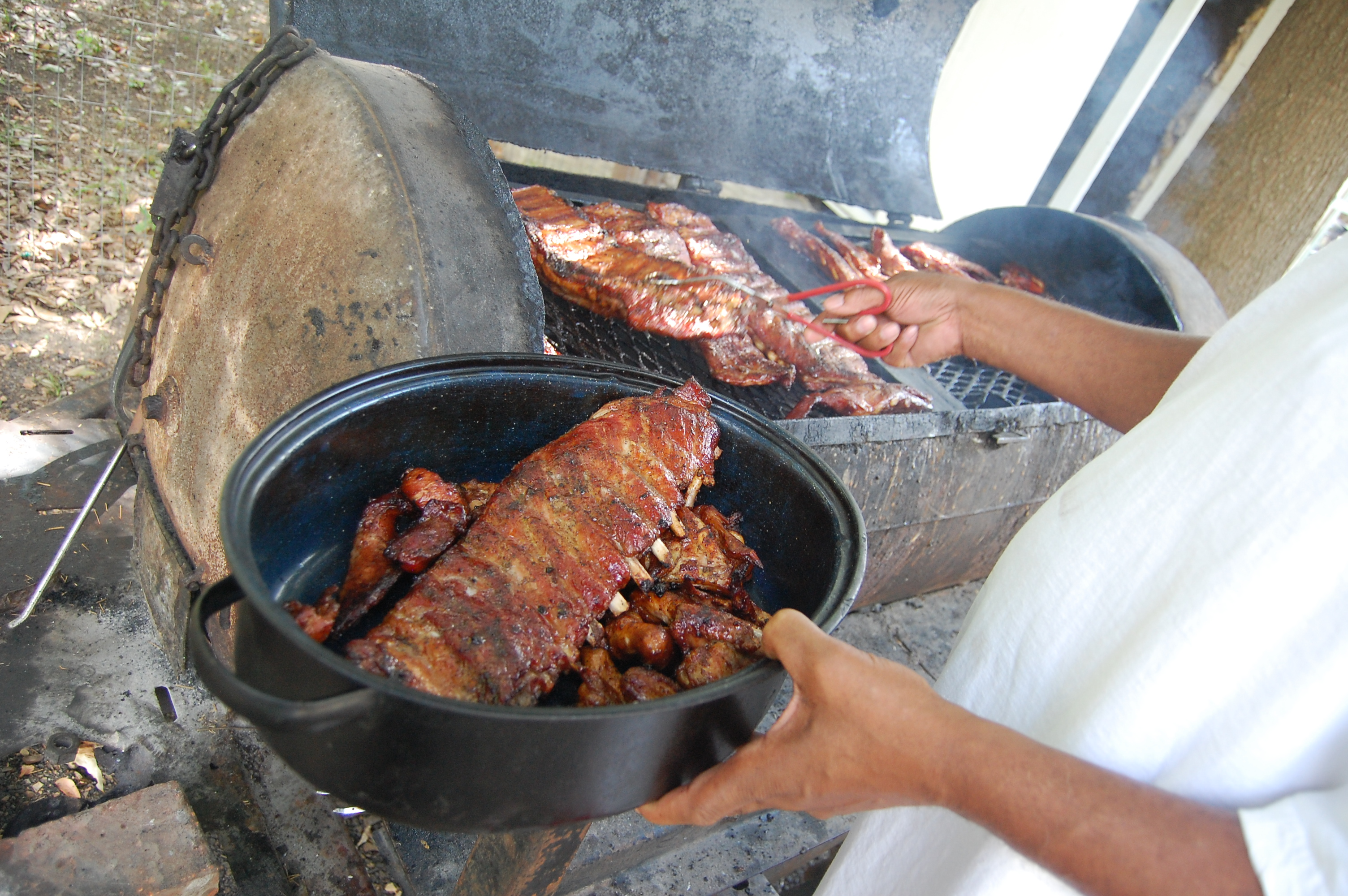
Garen von Spareribs in einem Barrel-Smoker an einer Barbecue-Imbissbude im Süden der USA

Die US-amerikanische Grillkultur wird Barbecue genannt, womit sowohl das direkte und das indirekte Grillen als auch das Garen im Barbecue-Smoker bezeichnet werden. In den USA kommt beim Grillen die Hitze stets von unten. Das Gargut wird dabei typischerweise auf einem Gitter platziert, das auf dem Gargut erkennbare Grillmuster hinterlässt. Gegrillt wird üblicherweise im Freien mit Kohle- oder Gasgrills. Eine neuere Entwicklung in den USA ist das Grillen mit Infrarotstrahlung. Eine weitere Form des Grillens kann mit Griddleplatten durchgeführt werden, oder mit elektrischen Grills für Innenräume. Bei Kohlegrillen ist das Hinzufügen von Holzchips aus Hickory oder Mesquite in den USA gängige Praxis. Die Holzstücke glimmen unter Einfluss der Hitze der Kohlen und geben dem Gargut einen für die Holzsorte jeweils typischen Geschmack. Das Smoking ist eine Variation dieser Grillform, bei der die Holzchips unter dem Gargut bei niedriger Hitze verraucht werden. Auch Harthölzer wie Pekan, Ahornholz, Apfelbaumholz oder Eichenholz können in Form von Chips den Kohlen hinzugefügt werden.
Kabob (US-Begriff für Kebab) ist eine Modifikation des Kebabs mit persischem Ursprung, bei der Fleischstücke am Spieß (oder Drehspieß) gegrillt werden. Das Produkt ähnelt dem Satay der asiatischen Küche und dem mexikanisch-yucatanischen Alambre.

### Südamerika
In Argentinien und Uruguay werden Asado und Steak a la Parrilla als Nationalgerichte betrachtet. Beides sind Varianten von gegrilltem Fleisch. Bei Asado handelt es sich um über offenem Feuer gegrilltes Rindfleisch, Steak a la Parrilla ist ebenfalls ein Rindersteak, das auf einem traditionellen Grill gegart wird.

## Gesundheit
Die Hygiene ist bei der Zubereitung von Speisen besonders wichtig. In der Grillsaison steigen die Magen-Darm-Krankheiten jeweils markant an, in erster Linie die Campylobacter-Enteritis.
Beim Grillen wird kein oder kaum Fett hinzugegeben, und aus dem Grillgut austretendes Fett kann durch Abtropfen entfernt werden. Gegrillte Lebensmittel sind fettärmer als in der Pfanne gebraten, selbst wenn der Boden der Pfanne eine strukturierte Oberfläche aufweist, die das austretende Fett sammelt. Ein Krebsrisiko besteht, wenn das Grillgut zu stark erhitzt oder falsch gegrillt wird. Beim Grillen bilden sich verschiedene Stoffe, die von der Weltgesundheitsorganisation (WHO) als krebserregend eingestuft werden. Dazu zählen heterozyklische Amine, die beim scharfen und langen Anbraten von Fleisch bei hohen Temperaturen entstehen. Man müsste jedoch etwa 50 kg von verkohltem Grillfleisch essen, damit etwa gleich viele dieser Giftstoffe aufgenommen werden wie beim Rauchen einer einzigen Zigarette. Eine neue Studie der kanadischen Food Research Division belegt, dass die heterozyklischen Amine beim Grillen zwar entstehen, widerlegt jedoch, dass diese im menschlichen Körper ihre kanzerogene Wirkung auch entfalten. Laut der Studie wirke das verkohlte Grillfleisch als Aktivkohle, welche die aromatischen Kohlenwasserstoffe an sich dockt, so dass diese den Verdauungstrakt passieren, ohne oxidativen Schaden anzurichten. Eine Möglichkeit den Anteil an Aminen zu reduzieren, ist das Fleisch vorzugaren (beispielsweise in der Mikrowelle), wodurch sich die Zeit, in der das Fleisch großer Hitze ausgesetzt ist, minimieren lässt.
Beim direkten Grillen mit Holzkohle können gesundheitsschädliche Stoffe aus der Glut und dem hinein getropften Fett ins Grillgut übergehen. Die entstehenden polyzyklischen aromatischen Kohlenwasserstoffe wie Benzo[a]pyren gelten als krebserregend. Beim indirekten Grillen ist diese Gefahr nicht gegeben, da das Fett nicht aus dem Grillgut in die Glut tropfen kann.
Es gibt Belege dafür, dass typische Grillgewürze wie Senf, Thymian, Oregano, Rosmarin und Salbei, ebenfalls Bier, die Aufnahme dieser Kohlenwasserstoffe weitgehend verhindern, beispielsweise indem sich die in ihnen enthaltenen Flavonoide fest an die Kohlenwasserstoffe binden. Diese werden aus dem Körper unverändert wieder ausgeschieden.
Chinesische Forscher haben zudem herausgefunden, dass das Grillen von Fisch dessen Quecksilbergehalt senken soll. Die hohen Temperaturen sollen die Bioverfügbarkeit des Schwermetalls modifizieren.

## Grillunfälle
Da beim Grillen zumeist der Umgang mit Glut verbunden ist, so ist zunächst ein dafür geeigneter Grillplatz mit Sicherheitsabstand zu brennbaren Gegenständen auszuwählen. Auch das geeignete Werkzeug wie Wahl von Grillanzünder und dessen Anwendung, sichere Handhabung des Grillguts durch Grillzangen oder die Bereitstellung von Löschmittel sind Voraussetzung zur Vermeidung von Gefahren und Gefährdungen. In Deutschland ereignen sich jährlich bis zu 4000 Grillunfälle, davon 500 mit schweren Verbrennungen. Die meisten davon entstehen durch die Verwendung von ungeeigneten Brandbeschleunigern wie Benzin oder Alkohol (Spiritus) als Anzünder. Es können hohe Stichflammen und großräumige Verpuffungen entstehen. Häufig entzündet sich der Behälter mit dem Brandbeschleuniger und Personen im weiten Umkreis um den Grill können schwere Verbrennungen erleiden.
Auch reguläre flüssige Grillanzünder können zu explosionsartigen Verpuffungen führen, wenn sie auf bereits glühende Kohle geschüttet werden. Da flüssige Grillanzünder bei Kindern zu Vergiftungen führen können, empfiehlt der Berufsverband der Kinder- und Jugendärzte (BVKJ) den Gebrauch von elektrischen Grillanzündern oder Anzündern in fester Form.
Tod durch eine Kohlenmonoxidvergiftung ist die Folge, den auch bereits abgekühlten Grill in geschlossene Räume zu bringen oder ihn dort zu betreiben. Das darin entstehende Gas Kohlenstoffmonoxid sammelt sich in geschlossenen Räumen, ist geruchlos und wird nicht bemerkt.
Wie bei allen Geräten birgt auch der Einsatz von nicht geeignetem Material Gefahren. So hat die Stiftung Warentest bei einzelnen, getesteten Elektrogrills festgestellt, dass Glasdeckel durch die Hitzeeinwirkung des Grills zerspringen und durch die Splitter eine entsprechende Verletzungsgefahr entsteht.

## Rechtliches
Grillen im Garten oder auf dem Balkon ist im deutschsprachigen Raum ein häufiger Grund für Nachbarschaftsstreit, der die Gerichte beschäftigt. Eine klare gesetzliche Regelung existiert (außer in Brandenburg) nicht, sondern hängt von Ortsüblichkeit und Ermessen ab. Dabei kommt es nicht zuletzt darauf an, ob es sich um einen Holz- oder Kohlengrill oder um einen emissionsarmen Gas- oder Elektrogrill handelt. Grundstücks- oder Wohnungseigentümern kann das Grillen allgemein schwerer verwehrt werden als Mietern und Pächtern. Mitunter ist ein Grillverbot Gegenstand von Hausordnungen in Gebäuden oder Festlegungen für Parkanlagen.
- Das Grillen auf dem Balkon eines Mehrfamilienhauses kann durch eine Regelung in der Hausordnung verboten werden (Landgericht Essen)[37][38].
- Nach einem Urteil des Bonner Amtsgerichts dürfen Mieter in einem Mehrfamilienhaus in der warmen Jahreszeit einmal im Monat auf dem Balkon grillen, müssen ihre Nachbarn jedoch 48 Stunden vorher informieren.[39]
- Nach einem Urteil des Landgerichts Stuttgart darf dreimal im Jahr jeweils zwei Stunden gegrillt werden.[40]
- Nach einem Urteil des Amtsgerichts München ist Grillen im Sommer üblich und muss geduldet werden (Az. 15 S 22735/03).[41][38]
- Brandenburg: Hier ist das Grillen nach den Landesimmissionsschutzgesetzen verboten, wenn dadurch unbeteiligte Nachbarn etwa durch Eindringen von Qualm und Rauch in deren Wohn- oder Schlafräume „erheblich belästigt“ werden. Sollten diese Regelungen verletzt werden, so ist ein Bußgeld zu zahlen. Betroffene können die Polizei rufen.

## CO2-Bilanz des Grillens
Die CO2-Bilanz des Grillens hängt sowohl von der Art des eingesetzten Energieträgers (beispielsweise Kohle/Gas/Elektro (Einsatzanteile: 62 %/25 %/13 %)) als auch von der Art des verwendeten Grillgutes (zum Beispiel Fleisch oder Gemüse) ab. So werden schätzungsweise jährlich in Deutschland 500.000 t (500 Mio. Kilogramm) CO2 pro Jahr durch Grillen mit Kohlegrills emittiert. Die beste CO2-Bilanz haben Solar- und Elektrogrills gefolgt von Gasgrills. Die schlechteste CO2-Bilanz haben Kohlegrills.